# 阿沃纳
阿沃纳（法語：Avenas，法語發音：[avna]）是法国罗讷省的一个旧市镇，属于索恩河畔自由城区。2019年，阿沃纳与临近的7个市镇合并为新市镇德格罗讷。

## 地理
阿沃纳（46°11'41"N, 4°36'18"E）面积9.49 平方千米，位于法国奥弗涅-罗讷-阿尔卑斯大区罗讷省，该省份为法国中东部省份，北起顺时针与索恩-卢瓦尔省、安省、里昂大都会、伊泽尔省和卢瓦尔省接壤。
与阿沃纳接壤的市镇（或旧市镇、城区）包括：希鲁布勒、乌鲁、雷涅-迪雷特、维列莫尔贡、莱萨尔迪亚、博热、朗蒂涅。

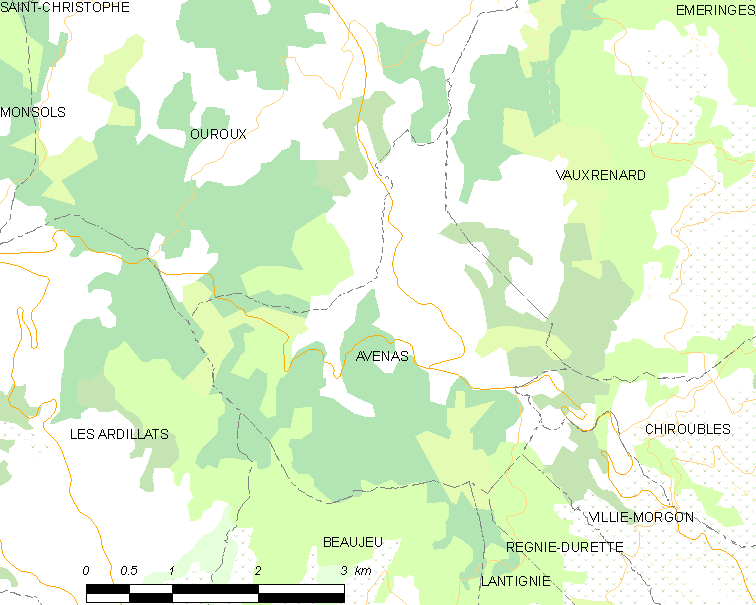
阿沃纳的OSM定位图

阿沃纳的时区为UTC+01:00、UTC+02:00（夏令时）。

## 行政
阿沃纳的邮政编码为69430，INSEE市镇编码为69015。

## 政治
阿沃纳所属的省级选区为博若莱地区贝尔维尔县。

## 人口

1962-2008年间阿沃纳人口变化图示

阿沃纳于2018年1月1日时的人口数量为125人。